# Elementarteilchen
Partículas Elementares (Elementarteilchen, no original em alemão) é um filme alemão de 2006, do gênero drama, dirigido por Oskar Roehler.
O filme é uma adaptação do romance Partículas Elementares de Michel Houellebecq, publicado em 1998.

## Elenco
| Ator/Atriz       | Personagem         |
| ---------------- | ------------------ |
| Moritz Bleibtreu | Bruno Klement      |
| Christian Ulmen  | Michael Djerzinski |
| Martina Gedeck   | Christiane         |
| Franka Potente   | Annabelle          |
| Nina Hoss        | Jane               |
| Jennifer Ulrich  | Johanna            |

## Prêmios
Seleção Oficial no 56o Festival de Berlim
- Urso de Prata de Melhor Ator para Moritz Bleibtreu[3] no Festival de Berlim 2006